# (173) Ino
(173) Ino ist ein Asteroid des mittleren Hauptgürtels, der am 1. August 1877 vom französischen Astronomen Alphonse Louis Nicolas Borrelly am Observatoire de Marseille entdeckt wurde.
Der Asteroid wurde benannt nach Ino, der Tochter von Kadmos und Harmonia, Schwester von Agaue, Autonoë, Polydoros und Semele und zweite Frau von Athamas, König von Theben. Sie war die böse Stiefmutter von Helle und Phrixos, dem Jungen, der vom Widder des Goldenen Vlieses vor dem Tod gerettet wurde. Ino wurde später eine Meeresgöttin, die Odysseus vor dem Ertrinken rettete, als sein Floß zerbrach. Ihr Name wurde nach ihrer Vergöttlichung in Leukothea geändert.

## Wissenschaftliche Auswertung
Aus Ergebnissen der IRAS Minor Planet Survey (IMPS) wurden 1992 Angaben zu Durchmesser und Albedo für zahlreiche Asteroiden abgeleitet, darunter auch (173) Ino, für die damals Werte von 154,1 km bzw. 0,06 erhalten wurden. Eine Auswertung von Beobachtungen durch das Projekt NEOWISE im nahen Infrarot führte 2012 zu vorläufigen Werten für den Durchmesser und die Albedo im sichtbaren Bereich von 125,8 km bzw. 0,10. Nach der Reaktivierung von NEOWISE im Jahr 2013 und Registrierung neuer Daten wurden die Werte 2015 zunächst mit 147,5 km bzw. 0,06 angegeben und dann 2016 erneut korrigiert zu etwa 118,7 km bzw. 0,07, diese Angaben beinhalten aber alle hohe Unsicherheiten.
Eine spektroskopische Untersuchung von 820 Asteroiden zwischen November 1996 und September 2001 am La-Silla-Observatorium in Chile ergab für (173) Ino eine taxonomische Klassifizierung als X-Typ.
Bereits am 11. März 1975 erfolgten am Observatorium Kvistaberg in Schweden erstmals photometrische Beobachtungen des Asteroiden. Aus den wenigen gemessenen Daten konnte aber keine Rotationsperiode abgeschätzt werden. Der Asteroid wurde dann vom 25. August bis 11. September 1977 am La-Silla-Observatorium untersucht. Die dort gemessene, wenig ausgeprägte Lichtkurve wurde zu einem wahrscheinlichsten Wert für die Rotationsperiode von 5,93 h ausgewertet. Eine Neubewertung dieser Beobachtungsdaten führte aber in einer Untersuchung von 1989 zu einer verbesserten Periode von etwa 6,11 h.
Obwohl dann bei einer Messung am 10. Januar 1983 am Osservatorio Astronomico di Torino in Italien aus der lückenhaften Lichtkurve nur einer Beobachtungsnacht keine Rotationsperiode bestimmt werden konnte, ergab eine neue Beobachtung von (173) Ino vom 5. bis 8. Januar 1988 am La-Silla-Observatorium einen vergleichbaren Wert von 6,150 h. Aus drei archivierten Lichtkurven konnten dann in einer Untersuchung von 1993 bereits zwei alternative Lösungen für die Position der Rotationsachse und die Achsenverhältnisse eines dreiachsig-ellipsoidischen Gestaltmodells mit retrograder Rotation sowie eine Rotationsperiode von 6,1632 h bestimmt werden.
Eine Beobachtung am 8. April 1994 am Observatorium Belogradtschik in Bulgarien führte wieder zu keiner Bestimmung einer solchen Periode, da die gemessene Lichtkurve nur etwa eine Stunde überspannte. Ebenfalls aus den Lichtkurven von 1977, 1983 und 1988 konnte eine weitere Untersuchung im Jahr 1995 zwar wieder zwei alternative Positionen der Rotationsachse für retrograde Rotation und die Achsenverhältnisse, aber keine Periode ableiten. Weitere Beobachtungen zwischen März 1998 und Mai 2002 am Observatorium Borówiec in Polen führten wieder zu einer Bestimmung der Rotationsperiode mit einem Wert von 6,163 h. Neue photometrische Beobachtungen von (173) Ino waren im Dezember 1996 und Juli 2004 am Osservatorio Astrofisico di Catania in Italien erfolgt. Die lückenhafte Lichtkurve wurde hier zu einer Rotationsperiode von 6,113 h ausgewertet.
Mit dem Weltraumteleskop Transiting Exoplanet Survey Satellite (TESS) konnten während dessen Durchmusterung des Südhimmels 2018 bis 2019 auch Objekte des Sonnensystems beobachtet werden. Dabei wurden auch die Lichtkurven von fast 10.000 Asteroiden aufgezeichnet. Für (173) Ino wurde aus Messungen etwa vom 2. bis 19. September 2018 eine Rotationsperiode von 6,1114 h abgeleitet.
Eine Abschätzungen von Masse und Dichte für (173) Ino aufgrund von gravitativen Beeinflussungen auf Testkörper hatte in einer Untersuchung von 2012 zu einer Masse von etwa 4,79·1018 kg geführt und mit einem angenommenen Durchmesser von etwa 160 km zu einer Dichte von 2,23 g/cm³ bei einer Porosität von 20 %. Diese Werte besitzen allerdings eine hohe Unsicherheit im Bereich von ±65 %. Ein umfangreiches Programm der Europäischen Südsternwarte (ESO) zielte darauf ab, die 3D-Form und damit die Dichte von großen Hauptgürtel-Asteroiden zu ermitteln, um ihre Entstehung und Entwicklung besser zu belegen. Es wurden dazu mit dem adaptiven Optikinstrument (AO) SPHERE des Very Large Telescope (VLT) am Paranal-Observatorium in Chile hochauflösende Bilder von 42 großen (D > 100 km) Hauptgürtel-Asteroiden aufgenommen, darunter auch (173) Ino. Neben hochaufgelösten Bildern des Asteroiden konnten in der finalen Auswertung 2022 unter anderem folgende Daten erfasst werden:
- Mittlerer Durchmesser 145 ± 3 km
- Abmessungen in drei Achsen (162 × 152 × 123) km
- Masse 2,2·1018 kg
- Dichte 1,4 g/cm³
- Albedo 0,06
- Rotationsperiode 6,110939 h
- Position der Rotationsachse mit retrograder Rotation

## Ino-Familie
(173) Ino ist das größte Mitglied einer Asteroidenfamilie mit ähnlichen Bahneigenschaften, wie eine Große Halbachse von 2,70–2,77 AE, eine Exzentrizität von 0,17–0,19 und eine Bahnneigung von 13,2°–13,9°. Die mittlere Albedo liegt bei 0,24. Der Ino-Familie wurden im Jahr 2019 etwa 328 Mitglieder zugerechnet. Da es allerdings Überschneidungen mit der großen Eunomia-Familie gibt, wurde auch vorgeschlagen, die beiden Familien zu einer zusammenzufassen. Die Ino-Familie wäre dann die „Fortsetzung“ der Eunomia-Familie jenseits der 8:3-Resonanz.